# Doanh trại Chaffee
Doanh trại Chaffee (tiếng Anh: Fort Chaffee) nằm trong vùng tây bắc tiểu bang Arkansas kế cận thành phố Fort Smith. Trại nằm cách Sân bay Vùng Fort Smith 1 dặm Anh về hướng đông nam. Sông Arkansas chảy về hướng đông theo dọc ranh giới phía bắc của doanh trại. Xa lộ Liên bang 40 nằm cách nó 5 dặm Anh về phía bắc và ở phía bên kia sông. Doanh trại Chaffee ban đầu được dùng như một nơi huấn luyện của các đơn vị trong vùng thuộc Vệ binh Quốc gia và Quân Trừ bị cũng như các đơn vị quân sự hiện dịch từ các nơi khác tới tập huấn. Doanh trại Chaffee hiện không có đơn vị hiện dịch nào đóng quân.
Đây cũng là trại tỵ nạn của người Việt Nam trên đất Mỹ trong tháng 5 năm 1975.

## Trại tạm cư cho người Việt Nam

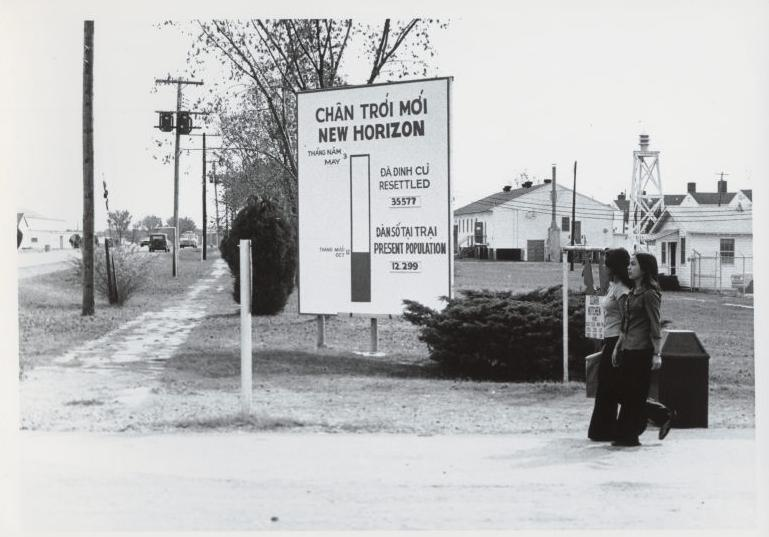
Bảng đặt trước cổng ghi rõ số người tị nạn Việt Nam đã đi định cư ở nơi khác tại Hoa Kỳ và số người còn lại tại Trại Chaffee.

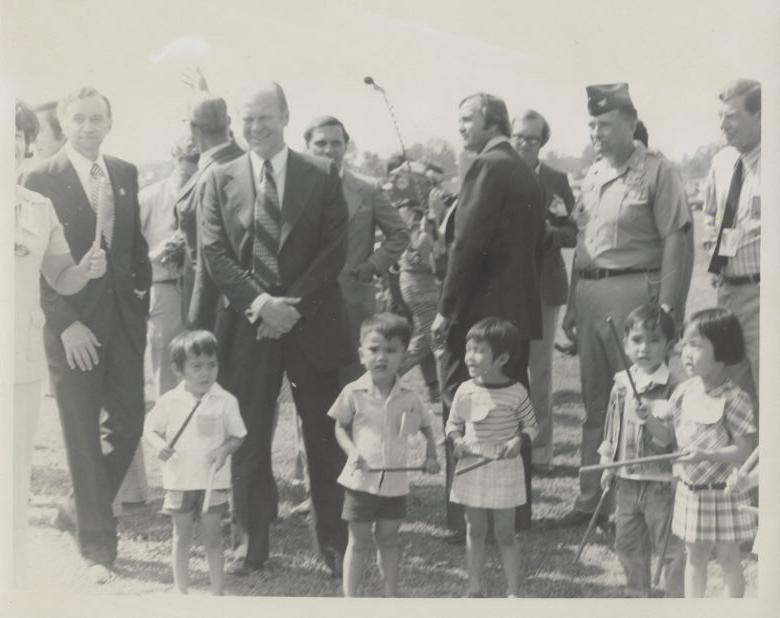
Tổng thống Hoa Kỳ Gerald R. Ford viếng thăm trại, 1975

Biến cố 30 tháng 4 năm 1975 có hàng chục ngàn người thoát khỏi miền Nam Việt Nam trên những chiếc tàu và thuyền để ra Biển Đông, họ được chiến hạm thuộc Đệ thất Hạm đội Hoa Kỳ neo ngoài khơi vớt lên và chở về tập trung tại Đảo Guam và Đảo Wake là lãnh thổ của Hoa Kỳ trong Thái Bình Dương. Sau đó người tị nạn Việt Nam được đưa về Trại Pendleton và một vài trại khác ở miền Đông Hoa Kỳ. Trong số các trại miền đông Hoa Kỳ có Trại Chaffee, nơi chứa khoảng trên 50 ngàn người tị nạn. Tổng thống Hoa Kỳ Gerald R. Ford có đến đây để thăm người tị nạn. Tại trại có một bia lưu niệm ngoài trời có ghi hàng chữ tiếng Việt: 

| “ | Để tìm cuộc sống mới, 50.809 người tỵ nạn từ Đông Dương đã đến Trại Chaffee này từ 2 tháng 5 đến 20 tháng 12 năm 1975 | ” |

## Lịch sử
Doanh trại Chaffee ban đầu có tên là Trại Chaffee (Camp Chaffee).  Trại Chaffee được thiết lập để đáp ứng nhu cầu tăng quân số khi Hoa Kỳ tin chắc là phải tham gia vào Chiến tranh thế giới thứ hai. Việc xây dựng Trại Chaffee được khởi công trong tháng 9 năm 1941. Các đơn vị quân sự đến căn cứ vào tháng 12 năm 1941.  Vào tháng 3 năm 1956, tên Trại Chaffee được chính thức đổi thành Doanh trại Chaffee với chủ đích đây là một căn cứ thường trực.
TrongChiến tranh thế giới thứ hai, ngoài việc doanh trại được dùng làm cơ sở huấn luyện cho binh sĩ Hoa Kỳ, Doanh trại Chaffee còn được dùng làm trại tù binh chiến tranh, giam giữ khoảng 3000 tù binh Đức.
Doanh trại Chaffee đã hai lần được dùng làm trung tâm tạm cư cho người tị nạn ngoại quốc. Lần đầu tiên là vào năm 1975 để chứa người Việt Nam di tản sau khi Việt Nam Cộng hòa sụp đổ vào tháng tư. Lần thứ hai là vào năm 1980, nó được dùng để chứa người Cuba sau vụ mở cửa bến tàu Mariel cho người Cuba vượt biên tự do. Các vụ ẩu đả trong số những người Cuba tỵ nạn là nhân tố chính khiến Thống đốc Bill Clinton thất cử năm 1980. Việc sử dụng Doanh trại Chaffee mới đây nhất để chứa người sơ tán là khi bão Katrina tàn phá Louisiana năm 2005. Nhiều người di tản được bảo trợ hoặc chứa chấp tạm thời tại Doanh trại Chaffee. Sau đó nhiều người trong số đã di tản đến đây cũng quyết định định cư tại thành phố Fort Smith. Việc này đã giúp phát triển phần nào nền kinh tế địa phương.
Doanh trại Chaffee từng là trung tâm huấn luyện hỗn hợp dự chiến của Lục quân Hoa Kỳ từ năm 1987 đến 1993. Vào tháng 9 năm 1997, bộ tư lệnh của Doanh trại Chaffee được Lục quân Hoa Kỳ giao lại cho Vệ binh Lục quân Quốc gia Arkansas.

## Sự kiện khác liên quan đến Doanh trại Chaffee
Có ba cuốn phim được thực hiện với Doanh trại Chaffee làm bối cảnh: A Soldier's Story, Biloxi Blues và The Tuskegee Airmen.
Năm 1958, Elvis Presley đã dừng chân tại Doanh trại Chaffee trên đường đi huấn lệnh quân sự cơ bản tại Doanh trại Hood, Texas. Chính tại nơi đây, viên sĩ quan thông tin công chúng John J. Mawn đã nói trong cuộc họp báo rằng Presley sẽ được "hớt tóc theo chuẩn binh sĩ" và sẽ trông giống như một "củ hành lột vỏ". Mawn, sau đó đóng quân tại Đức, là cố vấn kỹ thuật cho bộ phim của Presley có tựa đề là G.I. Blues.

## Hình ảnh trại tị nạn Chaffee

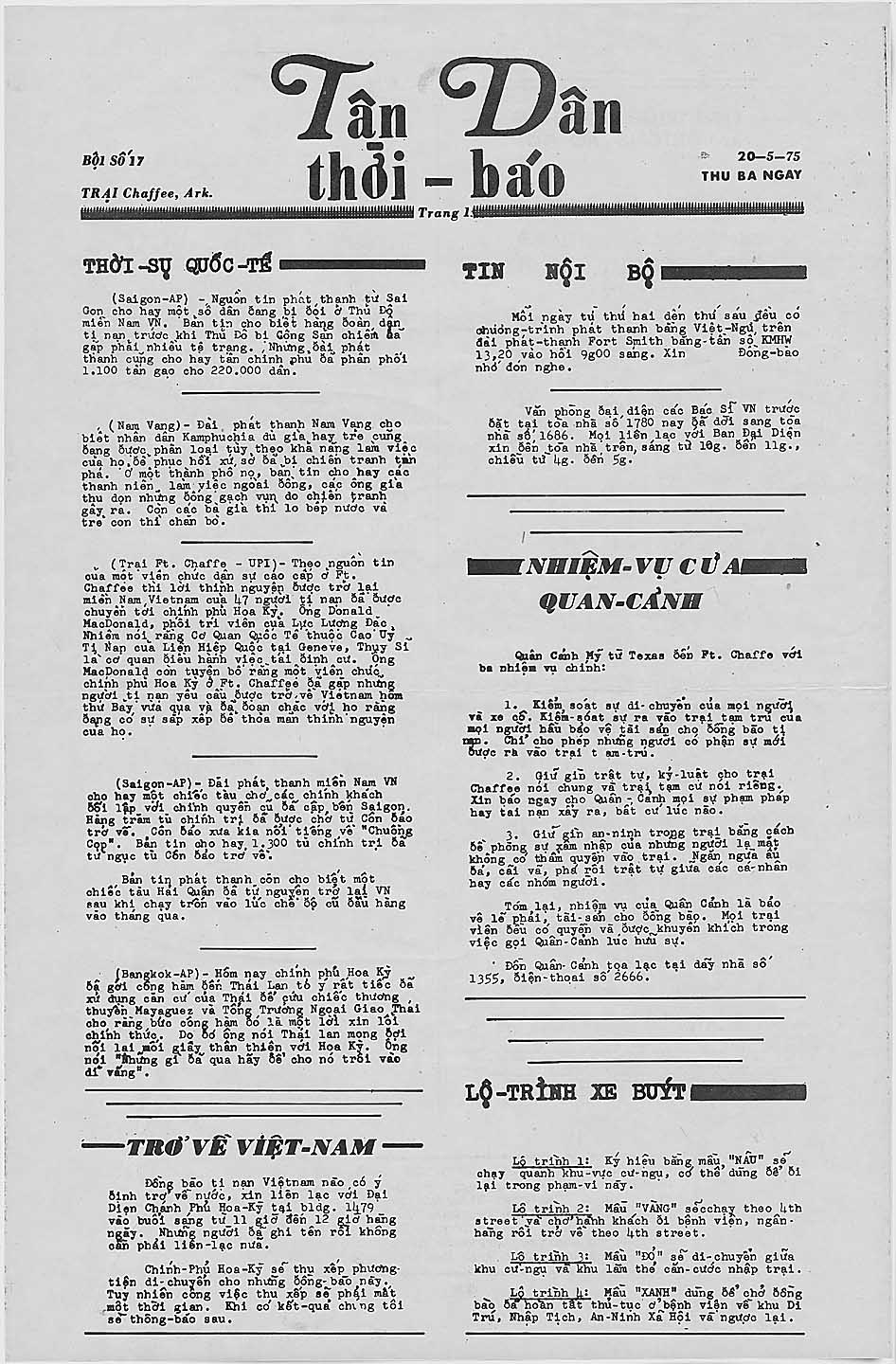
Một tờ báo Việt ngữ cho người tị nạn tại trại Chaffee, 1975
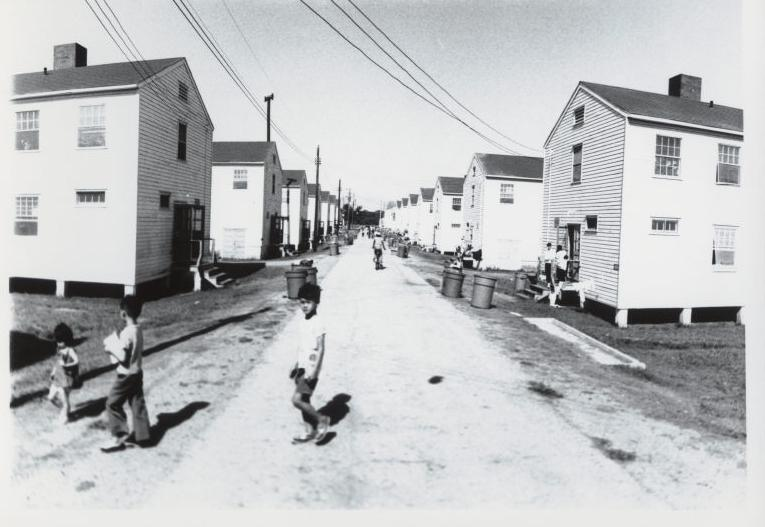
Khu nhà tạm cư dành cho người tị nạn
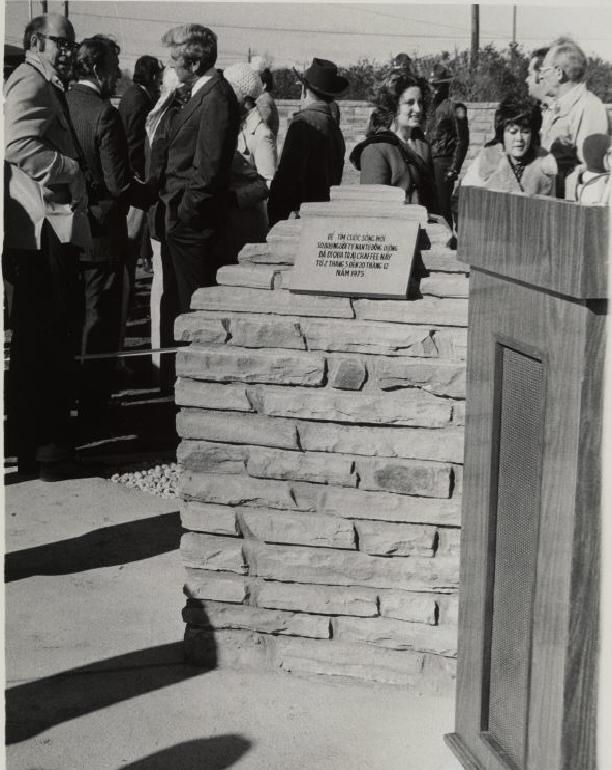
Bia lưu niệm ngoài trời, ghi hàng chữ tiếng Việt.